# Wereldtentoonstelling van 1885
De Wereldtentoonstelling van 1885 (Exposition Universelle d'Anvers) werd gehouden in Antwerpen van 2 mei tot 2 november 1885 . De organisatie verkreeg van koning Leopold II zijn hoge bescherming.
Deze wereldtentoonstelling, de allereerste in België, viel samen met de oprichting van Congo Vrijstaat en de 20 jaar dat koning Leopold II op de troon zat. De tentoonstelling vond plaats op een braakliggend terrein op Het Zuid, en had een oppervlakte van 54,3 are. Men kon er een Congolees dorp bezichtigen (later ook op de Wereldtentoonstelling van 1894 in Antwerpen en deze van 1897 in Brussel).
Er werden in totaal 25 landen ingeschreven die een delegatie stuurden: Oostenrijk, Britse kolonies, Duitsland, Verenigd Koninkrijk, Roemenië, Portugal, Servië, Spanje, Italië, Ottomaanse Rijk, België, Canada, VS en enkele Zuid-Amerikaanse landen.
Er waren ruim 3,5 miljoen bezoekers, en er werd een omzet van 4 miljoen Belgische frank gerealiseerd.

## Deelnemende bedrijven
- Carrières du Hainaut: steengroeve, Zinnik
- Wynand Fockink: likeurstokerij, Amsterdam
- Brouwerij Tuborg, Denemarken

### Frankrijk
- Édouard Rombaux-Roland: arduinhouwerij
- Éditions Alphonse Leduc, drukkerij te Parijs. (Classe II)

### België
- Brouwerij de Coninck, Antwerpen. (N° 2763, klasse LXIX)[2]
- FX De Beukelaer (N° 2626, klasse LXIX)[2]
- Mouterij Claus Frères, België (N°2733, klasse LXIX)[2]
- Jules Baretta, Parijs. (N° 233, classe VIII)[2]
- Solvay Chemische producten (N° 1675, klasse XLII)[2]
- Charles Anneessens (N° 298 , klasse VIII)[2]
- Pierre Schyven & C° (N° 320, klasse VIII)[2]
- Adrien Van Bever (N° 325, klasse VIII)[2]
- Matthias Zens (N° 512 , klasse XII)[2]
- Louis Grossé (N° 579, klasse XIII)[2]
- Boch Frères (N° 688, klasse XV)[2]
- Bourdon - de Bruyne (N° 756, klasse XIX)[2]
- Lambert van Ryswyck-Bogaerts (N° 769, klasse XIX)[2]
- Henri van Severen-Ente (N° 1118, klasse XXXI)[2]

## Restanten
- Havenloodsen te Gent werden met resten van de tentoonstelling opgebouwd.[3]